# ریچارد روبارتس
ریچارد روبارتس (انگلیسی: Richard Robarts؛ زادهٔ ۲۲ سپتامبر ۱۹۴۴ در بیکن‌آکر، اسکس) رانندهٔ سابق مسابقات اتومبیل‌رانی فرمول یک اهل بریتانیا است که در فصل ۱۹۷۴ در مجموع در چهار گراند پری شرکت کرد، اما موفق به کسب هیچ امتیازی نشد.